# Крыло-СВ
Иркут, до 2021 именовавшийся Крыло-СВ („СВ“ — сокр. от ступень возвращаемая) — многоразовая крылатая ступень ракеты лёгкого класса, аванпроект которой был подготовлен и защищён 29 мая 2019 года в Фонде перспективных исследований. Он выполнялся рабочей группой, где головным предприятием выступил АО ЭМЗ имени В.М. Мясищева. Планируется создание полнофункционального лётно-экспериментального демонстратора (ЛЭД) с ракетным двигателем, который должен будет выполнить весь цикл испытаний, начиная со старта, выхода на необходимую высоту, полёт на дозвуковых и гиперзвуковых режимах, заканчивая возвращением к точке старта, в горизонтальном полёте с автоматической посадкой.

## Особенности конструкции
Для ступени специально разрабатывается посадочный двигатель «Вихрь». В основу «Крыла-СВ» легла конструкция крылатой ракеты «Байкал», работы над которой велись в Центре имени Хруничева, и макет прототипа которой демонстрировался в Ле-Бурже в 2001 году. От него новая ракета-носитель может взять складывающиеся консоли крыла, которые раскрываются после выхода ракеты на заданную высоту. При этом включается реактивный авиационный двигатель, что позволяет вернуть первую ступень, постепенно снижая её в горизонтальном полёте. России больше подходит именно такая технология, а не та, которую использует компания SpaceX, так как
По баллистическим расчетам, если мы стартуем с космодрома Восточный, место посадки ракетных блоков - граница Охотского моря и нашего дальневосточного берега, Хабаровского края. Это зона совершенно необжитая, и место, чтобы забрать наш ракетный модуль, представляется крайне сложным.Глава Роскосмоса Дмитрий Рогозин, https://tass.ru/kosmos/12756431
В зависимости от того, на какую поверхность будет приземляться возвращаемая ступень, для посадки предусматриваются сменное оборудование для шасси. Для взлётно-посадочной полосы аэродрома — колёса, а для грунтовой поверхности — лыжи.

## Конструкторское бюро
Распоряжением главы Роскосмоса в ЦНИИмаш создается экспериментальное «Конструкторское бюро им. Бартини», первой темой которого станет разработка легких многоразовых ракет, на базе прошедшего одобрение аванпроекта «Крыло-СВ». Работать в нем будут молодые специалисты Роскосмоса, а также инженеры, уволившиеся из ПАО «Ильюшин» (входит в Объединенную авиастроительную корпорацию).

## Планы испытаний
- Первоначально, испытание авиационного полета ракеты в режиме сброса ракеты в воздухе без вертикального старта с космодрома, предполагалось выполнить в 2020 году[9].
- Прототип многоразовой крылатой ступени ракеты легкого класса «Крыло-СВ» планировалось создать в конце 2022 года[10].
- Первое полноценное испытание со стартом с земли на полигоне «Капустин Яр», дальнейшим выходом на необходимую высоту и возвращением с посадкой планировалось провести на рубеже 2023 года[3].